# Христианский гуманитарно-экономический открытый университет
Христианский гуманитарно-экономический открытый университет (ХГЭУ) — первый на Украине университет, работающий по программам духовно-светского высшего образования на основах христианского мировоззрения
.
Основан в г. Одессе в 1997 году. Учредители — ученые и священнослужители.

В университете реализуются образовательные программы по различным специальностям: теологическим, туристическим, экономическим, психологическим, журналистским, лингвистики и др. Формы обучения — очная, заочная, дистанционная. Осуществляется подготовка по учебным программам бакалавриата, магистратуры и докторантуры.

## Общие сведения
Университет входит в состав сообщества европейских университетов «Magna Charta Universitatum»
и является одним из основателей и членом Евро-Азиатской аккредитационной ассоциации (ЕААА)
, входящей в состав Всемирной аккредитационной ассоциации ICETE
, а также — членом других международных организаций, взаимодействует с рядом украинских, европейских светских и христианских университетов.
ХГЭУ является духовно-светским учебным заведением, где профессорско-преподавательский состав и студенты принадлежат к большинству христианских конфессий и деноминаций: баптистам, православным, католикам, греко-католикам, пятидесятникам, адвентистам, методистам, пресвитерианам и др.
Исповедание или символ веры — общее для всех. В университете нет разделения по религиозному признаку, всех христиан объединяет вера в Бога и единый критерий истины — Библия.

## Профессорско-преподавательский состав и руководство
В настоящее время среди преподавателей ХГЭУ — доктора, кандидаты наук и практики, так же магистранты и докторанты ХГЭУ. Постоянно в ХГЭУ работают иностранные преподаватели.

## Партнёры ХГЭУ
Университет заключил международное партнёрское соглашение с Высшей гуманитарно-теологической школой им. М. Белини-Чеховского в г. Подкова-Лесна, Республика Польша с 2014 г. (Wyzsza szkola teologicno-humanistyczna), что даёт возможность студентам учиться по программе «двойного диплома»

## Награды и признания
Университет награждён орденом Святой Софии, международным орденом «MILLENNIUM AWARD» (Оксфорд, Англия), а также многими почетными грамотами

.
В 2007 году ХГЭУ вошёл в «семерку» университетов Украины с получением награды «Визнання року-2007»
.
В 2008 году университет отмечен международной наградой «EUROPEAN QUALITY»(«Европейское качество», Оксфорд, Англия)
.
В 2009 году, университет вошёл в десятку университетов Украины с получением награды «Визнання року-2009»., в этом же году получил международную награду «Лавры Славы».
В 2011 году в рейтинге Международной Академии наук и высшего образования (Лондон, Великобритания) ХГЭУ занял 9 место.